# Xilithus meles
Espèce
Synonymes
- Otacilia meles Kamura, 2021

Xilithus meles est une espèce d'araignées aranéomorphes de la famille des Phrurolithidae.

## Distribution
Cette espèce est endémique du Japon. Elle se rencontre à Shikoku et à Awaji-shima.

## Description
Le mâle holotype mesure 3,46 mm et la femelle paratype 4,01 mm, les mâles mesurent de 2,56 à 3,50 mm et les femelles de 2,96 à 4,01 mm.

## Systématique et taxinomie
Cette espèce a été décrite sous le protonyme Otacilia meles par Kamura en 2021. Elle est placée dans le genre Acrolithus par Kamura en 2022. Acrolithus Liu & Li, 2022, préoccupé par Acrolithus Freytag & Ma, 1988, a été remplacé par Xilithus par Lin et Li en 2023.

## Publication originale
- Kamura, 2021 : « A new species of the genus Otacilia (Araneae: Phrurolithidae) from Shikoku and Awaji-shima Is., Japan. » Acta Arachnologica, vol. 70, no 1, p. 29-32 (texte intégral).